# Seven Centroamericano Femenino 2013
El Seven Centroamericano Femenino del 2013 fue la primera edición organizado por la Confederación Sudamericana de Rugby. El evento se llevó a cabo en el Cantón de La Unión (Costa Rica).

## Equipos participantes
- Selección femenina de rugby 7 de Costa Rica
- Selección femenina de rugby 7 de El Salvador
- Selección femenina de rugby 7 de Nicaragua
- Selección femenina de rugby 7 de Panamá

## Posiciones[1]
| Pos. | Equipo      | Encuentros | Encuentros | Encuentros | Encuentros | Tantos  | Tantos    | Tantos     | Puntos |
| Pos. | Equipo      | jugados    | ganados    | empatados  | perdidos   | a favor | en contra | diferencia | Puntos |
| ---- | ----------- | ---------- | ---------- | ---------- | ---------- | ------- | --------- | ---------- | ------ |
| 1    | Costa Rica  | 5          | 3          | 0          | 0          | 131     | 0         | +131       | 9      |
| 2    | El Salvador | 5          | 2          | 0          | 1          | 43      | 45        | -2         | 7      |
| 3    | Panamá      | 5          | 1          | 0          | 2          | 33      | 62        | -29        | 5      |
| 4    | Nicaragua   | 5          | 0          | 0          | 3          | 5       | 105       | -100       | 3      |

Nota: Se otorgan 3 puntos al equipo que gane un partido, 2 al que empate y 1 al que pierda
|  | Disputan la Final |

#### Resultados
| 7 de diciembre | Costa Rica | 50 - 0 | Nicaragua |  |  |

| 7 de diciembre | El Salvador | 14 - 7 | Panamá |  |  |

| 7 de diciembre | Costa Rica | 43 - 0 | Panamá |  |  |

| 7 de diciembre | El Salvador | 29 - 0 | Nicaragua |  |  |

| 7 de diciembre | Costa Rica | 38 - 0 | El Salvador |  |  |

| 7 de diciembre | Panamá | 26 - 5 | Nicaragua |  |  |

### Final
| 12 de diciembre | Costa Rica | 38 - 7 | El Salvador |  |  |

| Bandera de Costa Rica |
| Campeón Costa Rica    |
| Primer título         |

## Posiciones finales
| Posición | Selección   |
| -------- | ----------- |
| 1        | Costa Rica  |
| 2        | El Salvador |
| 3        | Panamá      |
| 4        | Nicaragua   |